# Енишерлов, Владимир Петрович
Влади́мир Петро́вич Енише́рлов (род. 26 декабря 1940, Москва) — советский и российский литературовед, писатель, литературный критик. Лауреат Государственной премии Российской Федерации (2000).

## Биография
Родился в семье служащих. Отец приходился троюродным братом А. А. Блоку.
Окончил Литературный институт (1971, специальность — критика) и аспирантуру там же. Кандидат филологических наук, тема диссертации «Александр Блок — литературный критик (1902—1918)» (защита в 1979 году).
Заведовал отделом литературы и искусства в журнале «Огонёк» (1975—1987). Состоял в КПСС.
В 1987 году получил предложение от Дмитрия Лихачёва войти в создающийся в это время Фонд культуры и стать главным редактором журнала фонда — «Наше наследие», журнала о культуре, издание которого Лихачёв считал одним из основных дел фонда.
С 1987 года, пройдя длительное утверждение в ЦК КПСС, главный редактор журнала «Наше наследие», из «Огонька» забрал нескольких журналистов и редакторов.
Печатается как критик с 1967 года (журнал «Новый мир»). Печатается также под псевдонимом В. Л. Вильяшев.
Член СП СССР (1980). Член национального союза библиофилов.
Сотрудничает с политической партией «Справедливая Россия», доверенное лицо С. Миронова.

### Составитель и редактор
- Городецкий С. М. Избранные произведения. В 2 т. — М.: Худ. лит, 1987.
- Гумилёв Н. С. Избранные стихотворения. — М.: Правда, 1988. — ISSN 0132-2095

### Публицистика
- Как в годы золотые
- Его самородная стихия.
- Памяти Раисы Максимовной Горбачёвой. «Член президиума…»

## Награды и премии
- Орден Дружбы (22 сентября 2011 года) — за заслуги в развитии отечественной культуры и многолетнюю плодотворную деятельность[6].
- Государственная премия Российской Федерации в области литературы и искусства 1999 года (9 июня 2000 года) — за журнал «Наше наследие»[7].
- Премия Правительства Российской Федерации в области печатных средств массовой информации (12 декабря 2007 года)[8]
- Премия Александра Солженицына (2017) — «за тридцатилетнее руководство журналом „Наше наследие“ со дня его основания; за огромную культурную и просветительскую работу по разысканию и изданию забытых произведений русской словесности и философской мысли; за высококлассные экспертные усилия в деле спасения и сохранения музеев, исторических, архитектурных и природных памятников»[9].